# Sibaté
Sibaté là một khu tự quản thuộc tỉnh Cundinamarca, Colombia. Thủ phủ của khu tự quản Sibaté đóng tại Sibaté Khu tự quản Sibaté có diện tích ki lô mét vuông. Đến thời điểm ngày 28 tháng 5 năm 2005, khu tự quản Sibaté có dân số 21266 người.